# Canopus in Argos
Lançado dentre os anos de 1979 e 1983, Canopus em Argos: Arquivos Shikasta é um romance espacial escrito por Doris Lessing composto por 5 volumes:
1. Shikasta
2. Casamento Entre as Zonas 3,4 e 5
3. Experiências de Sirius
4. O Planeta 8: Operação Salvamento
5. Documentos Relativos aos Agentes Sentimentais no Império Volyen

## Sinopse
O romance aborda a relação entre três grandes impérios galáticos, Canopus, Sirius e Putiora~, que povoam planetas e sistemas estelares imprimindo suas características ao longo da história em medidas de tempo universais. Descreve a influência desses três impérios nas civilizações do planeta Terra chamado de Rohanda, em sua fase de desenvolvimento em harmonia com os padrões universais, e de Shikasta após o incidente cósmico que sujeita o planeta a escassez da comunicação com Canopus e permite o desenvolvimento de influências negativas na fase obscura da história galática do planeta.